# Римські договори
«Ри́мські договори́» (англ. Treaties of Rome) — два основоположні євроінтеграційні договори, підписані в Римі 25 березня 1957 (набув чинності 1 січня 1958 року): Договір про заснування Європейської економічної спільноти і Договір про заснування Європейської спільноти з атомної енергії. Договори підписали країни-засновниці — Бельгія, Італія, Люксембурґ, Нідерланди, Федеративна Республіка Німеччина та Франція.
Договір пропонував поступове зниження митних зборів і створення митного союзу. Він пропонував створити спільний ринок товарів, праці, послуг і капіталу між державами-членами. Він також запропонував створити Спільну сільськогосподарську політику, Спільну транспортну політику та Європейський соціальний фонд і заснував Європейську комісію.
Після перейменування Європейської економічної спільноти на Європейську Спільноту, згідно з Договором про Європейський Союз, відповідний Римський договір почали називати «Договором про заснування Європейської Спільноти», і коли говорять «Римський договір», в однині, найчастіше розуміють саме його. У 2009 році Лісабонський договір перейменував його на «Договір про функціонування Європейського Союзу».

## Історія

### Передумови
У 1951 році було підписано Паризьку угоду про створення Європейського об’єднання вугілля та сталі (ЄОВС). Паризький договір був міжнародним договором, заснованим на міжнародному праві, покликаним допомогти відбудувати економіку європейського континенту, запобігти війні в Європі та забезпечити міцний мир. Договори мали важливе значення для розвитку процесів інтеграції в Західній Європі. Європейська спільнота з атомної енергії (Євратом) регулювала порівняно вузьку, але дуже важливу енергетичну область міжнародного співробітництва.
Початкова ідея була задумана Жаном Моне, високопоставленим французьким державним службовцем, і про неї оголосив Роберт Шуман, міністр закордонних справ Франції, у своїй декларації від 9 травня 1950 року. Мета полягала в тому, щоб об’єднати франко-західнонімецьке виробництво вугілля та сталі, оскільки ці два види сировини були основою промисловості (включаючи військову промисловість) і потужності двох країн. Запропонований план полягав у тому, що франко-західнонімецьке виробництво вугілля та сталі було передане під спільне Високе керівництво в рамках організації, яка була б відкрита для участі інших європейських країн. Основною політичною метою Європейського об’єднання вугілля та сталі було зміцнення франко-німецької співпраці та усунення можливості війни.
Франція, Західна Німеччина, Італія, Бельгія, Люксембург і Нідерланди почали переговори щодо договору. Договір про заснування ЄОВС був підписаний у Парижі 18 квітня 1951 року і набув чинності 24 липня 1952 року. Термін дії Договору закінчився 23 липня 2002 року, через 50 років, як і передбачалося. Спільний ринок відкрився 10 лютого 1953 року для вугілля, залізної руди та брухту, а 1 травня 1953 року для сталі.
Частково з метою створення Сполучених Штатів Європи було запропоновано ще дві спільноти, знову ж таки французами. Європейське оборонне співтовариство (EDC) і Європейське політичне співтовариство (EPC). Хоча договір для останнього розроблявся Загальною асамблеєю, парламентською палатою ЄОВС, EDC був відхилений французьким парламентом. Президент Жан Моне, провідний діяч Спільнот, пішов у відставку з Вищої влади на знак протесту та розпочав роботу над створенням альтернативних Спільнот, заснованих на економічній інтеграції, а не на політичній.
У результаті енергетичної кризи Загальна асамблея запропонувала розширити повноваження ЄОВС на інші джерела енергії. Однак Моне хотів створити окреме Співтовариство, яке займалося б атомною енергетикою, і Луї Арман був призначений відповідальним за дослідження перспектив використання ядерної енергії в Європі. У доповіді зроблено висновок про необхідність подальшого розвитку атомної енергетики, щоб заповнити дефіцит, що виник через вичерпання вугільних родовищ, і зменшити залежність від виробників нафти. Держави Бенілюксу та Західна Німеччина також були зацікавлені у створенні загального спільного ринку ; однак цьому протистояла Франція через свою протекціоністську політику, і Моне вважав це надто великим і важким завданням. Зрештою, Моне запропонував створити обидві як окремі спільноти, щоб спробувати задовольнити всі інтереси.  За результатами Мессінської конференції 1955 року Поль-Анрі Спаак був призначений головою підготовчого комітету, Комітету Спаака, якому доручено підготувати доповідь про створення спільного європейського ринку. І звіт Спаака, і Римський договір були розроблені П’єром Урі, близьким співробітником Моне.
На відміну від Євратому, створення Європейської економічного товариства мало надзвичайно важливе не тільки енергетичне, але й політично-правове значення. Було створене інтеграційне об'єднання універсального характеру. До складу Товариства ввійшли країни з високим рівнем розвитку, що вплинуло на значні темпи його економічного росту протягом наступних 15 років. В 1958 році середньомісячний дохід на душу населення становив 980 доларів у Нідерландах, 1170 у Бельгії й 800 доларів у Північній Італії. Сильно відставала лише Південна Італія (360 доларів). За перші 15 років розрив по обсязі ВНП на душу населення між країнами скорочувався: 26% в 1960 році, 13.5% в 1970 році та 15% в 1973 році [Архівовано 11 червня 2016 у Wayback Machine.], що свідчить про зближення рівнів економічного розвитку учасників Товариства.
Висувалося завдання створення загального ринку товарів, послуг, капіталів і робочої сили, заснованого на митному союзі. У ході побудови загального ринку повинна була бути забезпечена економічна інтеграція держав, створена основа для майбутнього економічного й валютного товариства, створений сам механізм для керування інтеграційними процесами. Договір передбачав поетапне будівництво загального ринку. Товариства наділялися необхідними інститутами й матеріальними засобами. 
8 квітня 1965 року було підписано Договір про злиття виконавчих органів ЄСВС, Євратому та ЄЕС (1 липня 1967 року набув чинності).Були передбачені 4 головних інститути:
1) Рада (складався з офіційних представників урядів держав-членів на рівні міністрів).
2) Комісія (на відміну від Ради, складалася з міжнародних чиновників, правда вони призначалися тільки за умови одностайної ухвали) складалася з незалежних комісарів. Крім того, Комісія виступала в ролі наднаціонального органа.
Договором про створення ЄЕС також передбачена установа:
3) Парламентської асамблеї, чиї повноваження більш розширені в порівнянні з ЄОВС;
4) Суду Європейських Спільнот.

### Рух до спільного ринку
Звіт Спаака складена Комітетом Спаака, забезпечила основу для подальшого прогресу та була прийнята на Венеціанській конференції (29 і 30 травня 1956 р.), де було прийнято рішення організувати Міжурядову конференцію. Цей звіт став наріжним каменем Міжурядової конференції зі спільного ринку та Євратому у Валь-Дюшес у 1956 році.
Підсумком конференції стало те, що нові Спільноти розділять Загальну асамблею (нині Парламентську асамблею) з ЄОВС, як і Європейський Суд Справедливости. Однак вони не будуть розділяти Раду ЄОВС або Вищий орган. Два нових Вищі органи влади називатимуться Комісіями через скорочення їхніх повноважень. Франція не бажала погоджуватися на додаткові наднаціональні повноваження; отже, нові комісії мали б лише основні повноваження, а важливі рішення мали б затверджуватися Радою (національних міністрів), яка зараз приймає більшість рішень. Євроатом сприяв співпраці в ядерній галузі, яка на той час була дуже популярною сферою, і Європейське економічне співтовариство мало створити повний митний союз між членами.
У 1965 році президент Франції Шарль де Голль вирішив відкликати французьких представників з Радою міністрів, що значно підірвало роботу ЄЕС. Це було відомо як «криза порожнього стільця». Щоб вирішити цю проблему, члени погодилися на Люксембурзький компроміс, згідно з яким право вето надавалося членам ЄС щодо рішень. У 1969 році в Гаазі відбулася зустріч країн Європейської Спільноти. На цьому саміті вони колективно наказали збільшити бюджет Європейського парламенту, а також зобов’язалися відійти від національної економічної політики до більшої міжнародної політики. Після цієї угоди було створено два нових європейських структурних інвестиційних фонди: Європейський фонд регіонального розвитку та Європейський соціальний фонд. Вони були зосереджені на перерозподілі інвестиційних коштів на розвиток економік держав-членів.

### Підписання

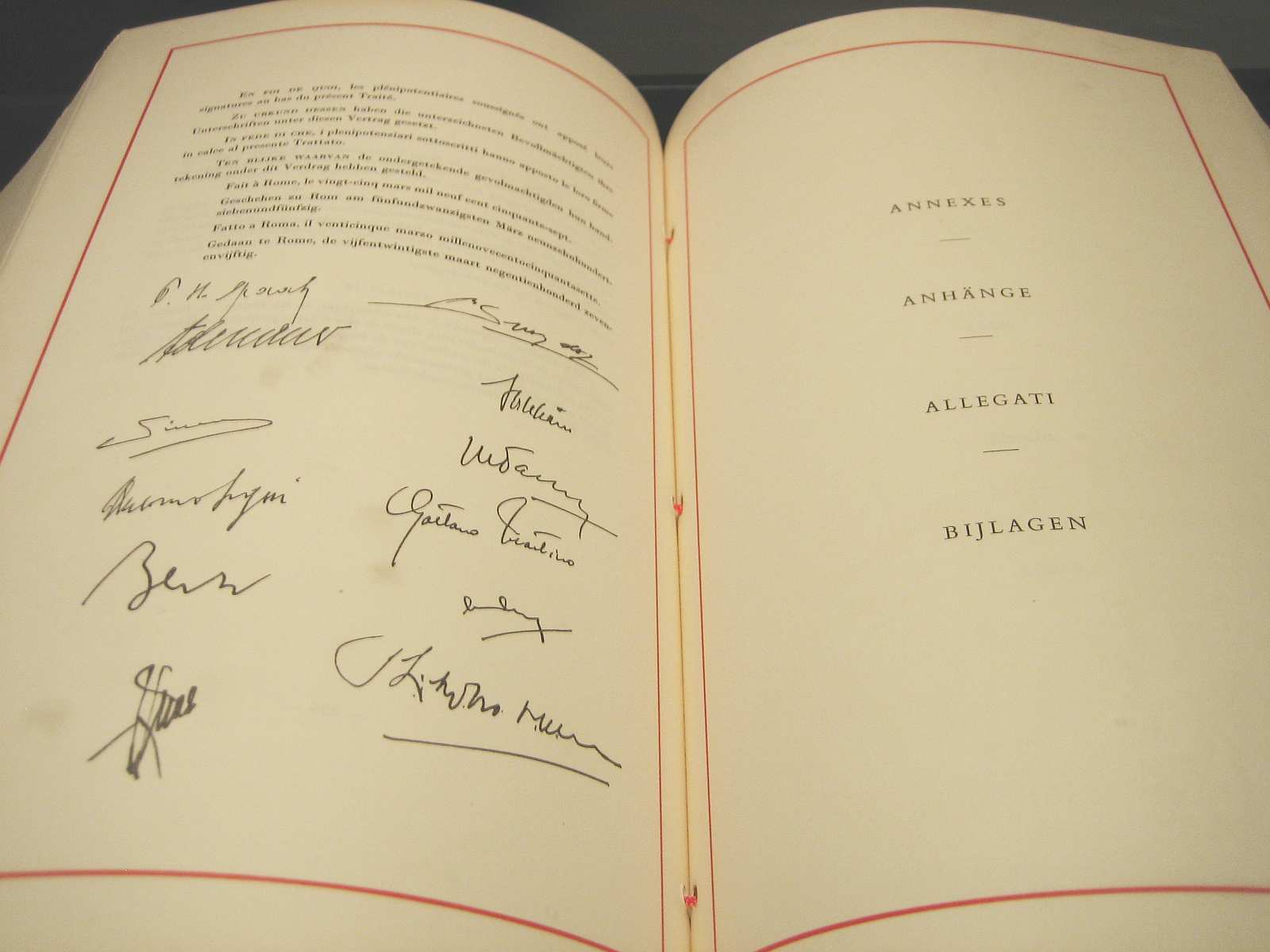
Сторінка підпису на оригіналі Римського договору.

Конференція призвела до підписання 25 березня 1957 року Договору про заснування Європейської економічної спільноти та Договору про Євратом у Palazzo dei Conservatori на Капітолійському пагорбі в Римі під час свята Благовіщення Пресвятої Богородиці.
У березні 2007 року радіопрограма BBC Today повідомила, що затримки з друком договору означали, що документ, підписаний європейськими лідерами як Римський договір, складався з порожніх сторінок між фронтисписом і сторінкою для підписів.
| Підписанти                                  | для               |
| ------------------------------------------- | ----------------- |
| Поль-Анрі Спаак · Жан-Шарль Снуа та д'Оппер | Бельгія           |
| Конрад Аденауер · Вальтер Гальштейн         | Західна Німеччина |
| Крістіан Піно · Моріс Форе                  | Франція           |
| Антоніо Сеньї · Гаетано Мартіно             | Італія            |
| Джозеф Бех · Ламберт Шаус                   | Люксембург        |
| Джозеф Лунс · Ганс Лінторст Гоман           | Нідерланди        |

### Ювілейні вшанування

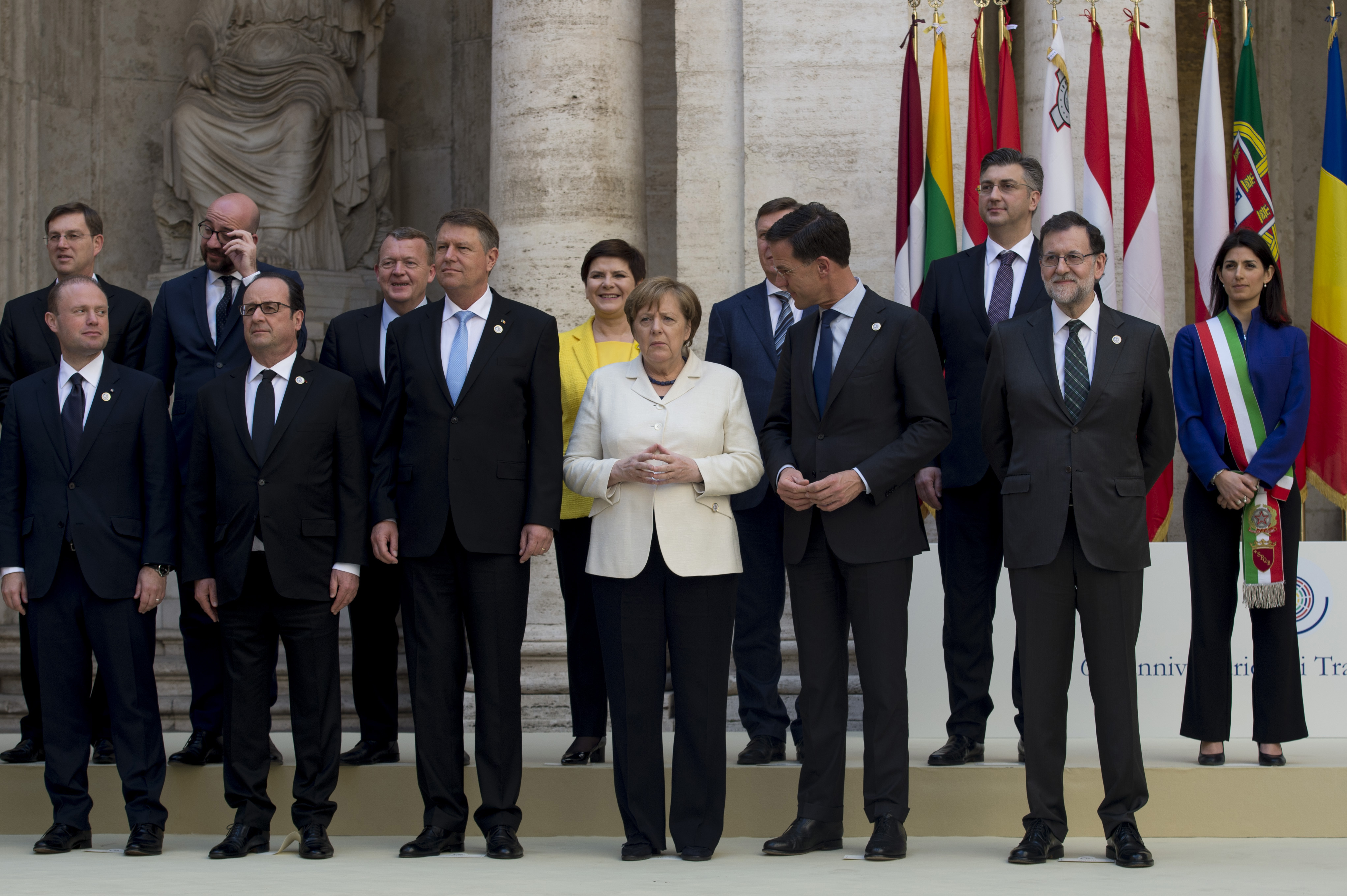
Фотосесія лідерів держав ЄС на святкуванні 60-річчя підписання Римського договору, 25 березня 2017.

Основні річниці підписання Римського договору відзначаються різними способами.

#### Пам'ятні монети
Пам'ятні монети були викарбувані багатьма європейськими країнами, зокрема до 30-ї та 50-ї річниці (1987 та 2007 відповідно).

#### Святкування 2007 року в Берліні
У 2007 році урочистості завершилися в Берліні прийняттям Берлінської декларації про підготовку Лісабонського договору.

#### Святкування 2017 року в Римі

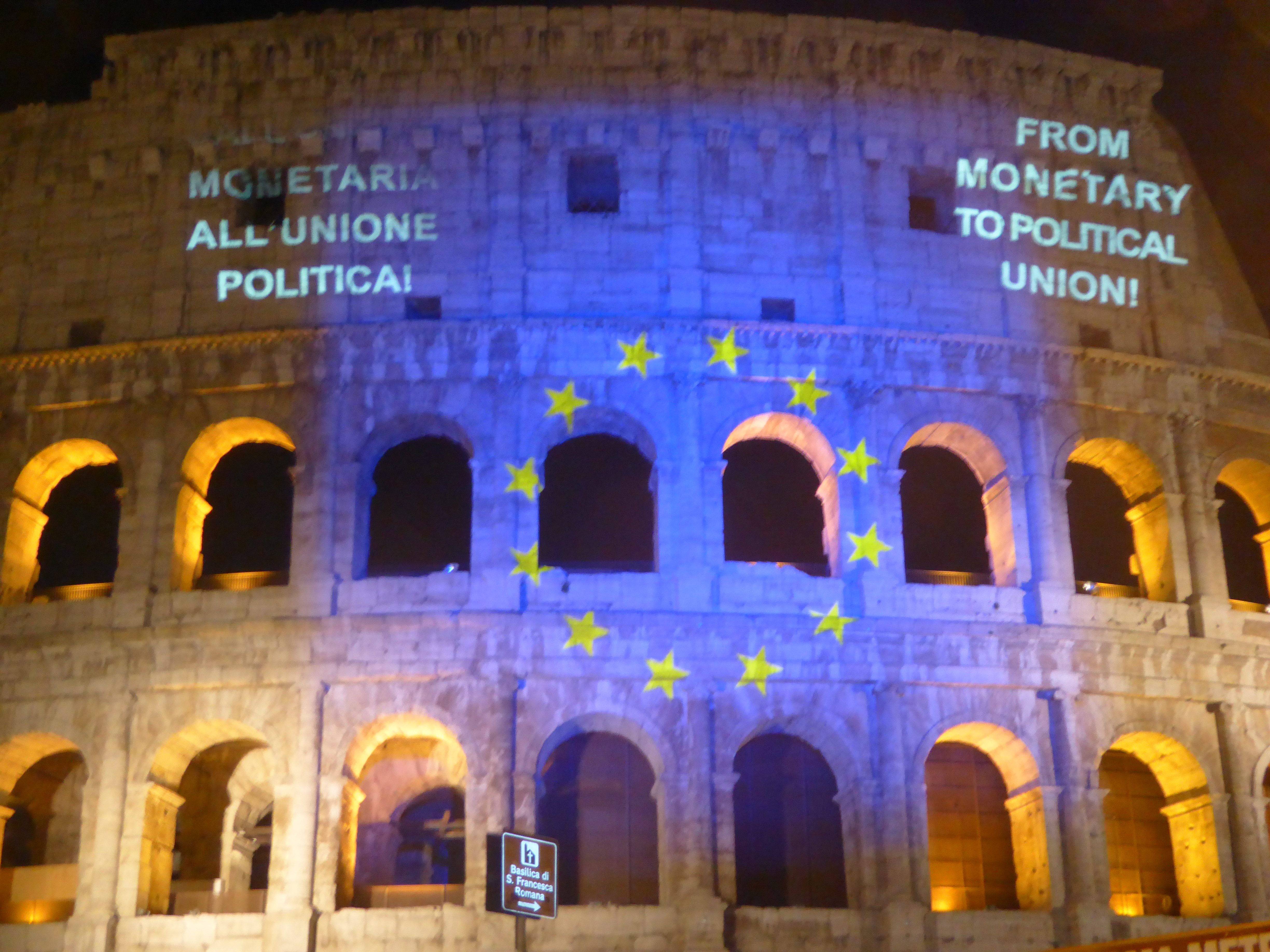
Один із заходів підготовки до 60-річчя: проєкція JEF на Колізей.

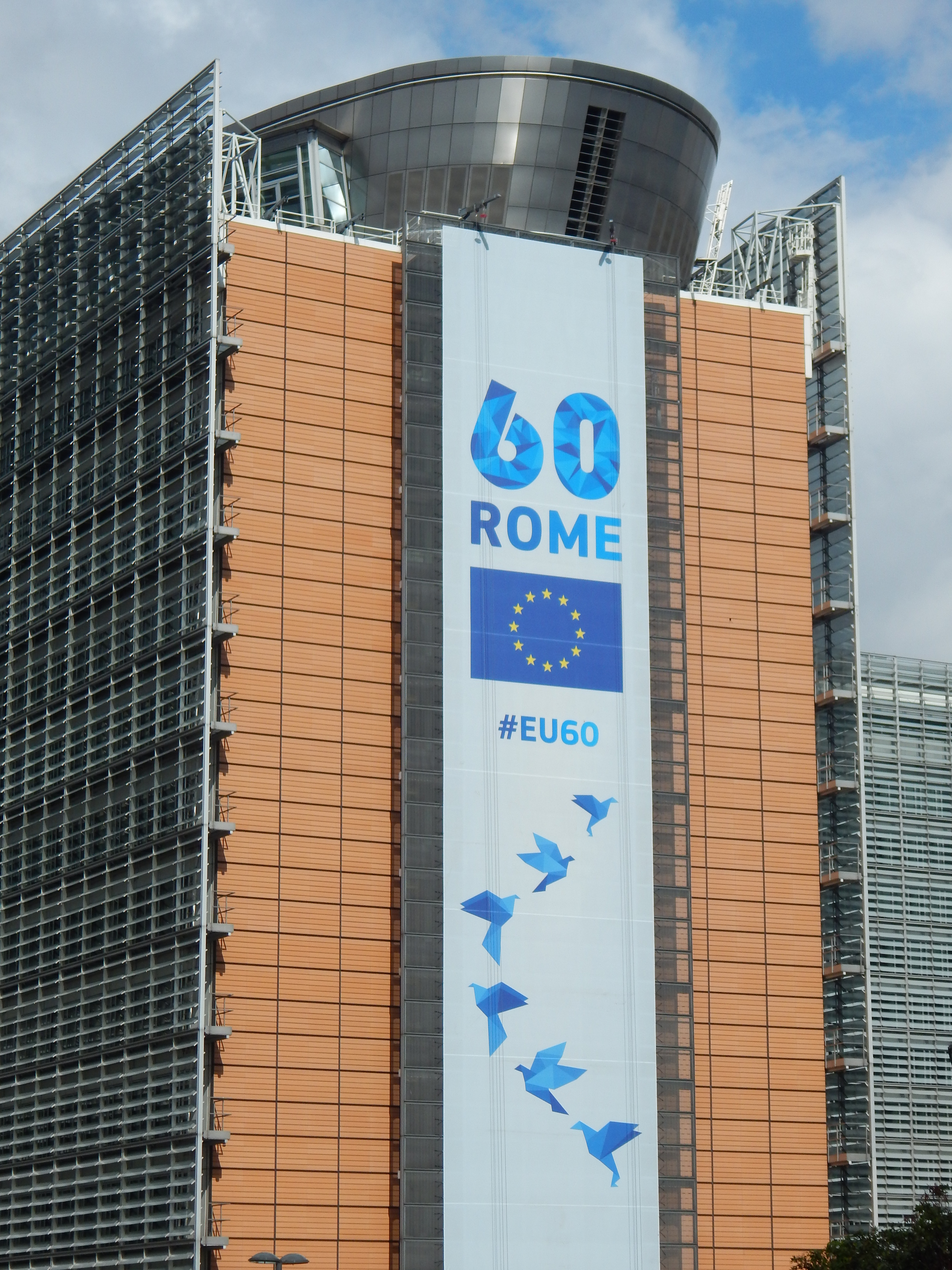
Плакат до 60-річчя Римського договору на будівлі Берлемон.

У 2017 році Рим став центром численних офіційних і народних свят. За даними кількох джерел новин, вуличні демонстрації були здебільшого на підтримку європейської єдності та інтеграції.

### Історична оцінка
За словами історика Тоні Джадта, Римський договір не став фундаментальним поворотним моментом в історії європейської інтеграції:
Важливо не перебільшувати значення Римського договору. Здебільшого він являв собою декларацію майбутніх добрих намірів... Більша частина тексту становила основу для запровадження процедур, спрямованих на встановлення та виконання майбутніх правил. Єдине справді важливе нововведення – створення згідно зі статтею 177 Європейського Суду Справедливости, до якого національні суди мали б передавати справи для остаточного вирішення – виявилося надзвичайно важливим у наступні десятиліття, але на той час пройшло майже непоміченим.

## Договір про створення Європейської економічної спільноти (ЄЕС)
Договір про створення Європейське економічне товариство (спільного ринку) регламентував співпрацю в галузі економіки, науки та техніки. У ньому проголошувалося створення спільного ринку країн-учасниць, і планувалися форми зближення, уніфікації економічної політики країн-учасниць. Договір передбачав зниження в три етапи митних бар'єрів між державами-учасницями протягом 12 років (тобто до 1969 р.), а також прийняття єдиного митного тарифу і проведення єдиної торговельної політики відносно третіх країн. Так реалізовувалася ідея «митного роззброєння» (тобто консолідації та зменшення мита), висунута під час конференції в Мессіні.
Учасники «спільного ринку» зобов'язалися домагатися усунення перешкод для переміщення між ними робочої сили, капіталів і послуг. Вони домовилися проводити спільну політику в галузі сільського господарства і транспорту, домагатися зближення економічного законодавства і сприяти стандартизації процедур вироблення та прийняття узгоджених рішень у питаннях проведення економічної політики кожної з країн-учасниць.
Включення в Римський договір пунктів про узгодження економічних політик і застосуванні єдиних стандартів вироблення рішень передбачало неминучість стандартизації в перспективі як мінімум деяких політичних практик. Це своєю чергою передбачало розвиток політичної інтеграції. У Західній Європі став затверджуватися новий тип взаємодії, який дозволяв через тривалу практику узгодження суперечливих економічних і політичних інтересів країн-учасниць у перспективі прийти до формування єдиної економічної політики.
У розвитку економічної інтеграції у кожної з країн були свої інтереси. Позиція ФРН визначалася тим, що на її частку в 1957 р. припадало близько 45% виробництва та понад 44% експорту промисловості продукції «шістки». Західнонімецькі керівні кола розглядали інтеграцію як засіб вирівнювання статусу з іншими країнами спільноти, насамперед Францією. ФРН розраховувала стати економічним лідером, не поступившись політичною першістю з Францією, на частку якої припадало тільки 25% виробництва і 20% експорту промислової продукції шести країн. Інтереси Італії та інших країн ЄЕС визначалися наявністю у них тісних зв'язків або з ФРН, або з Францією. Італія при цьому розраховувала збільшити збут своєї сільськогосподарської продукції на єдиному європейському ринку.

## Договір про заснування Європейської спільноти з атомної енергії
У Франції, де раніше інших європейських країн стали проводити дослідження в цій сфері, швидко прийшли до висновку, що самостійно досягти рівня США вони не в змозі. Французьким політикам вдалося наполягти на необхідності появи спеціальної організації в цій сфері в процесі переговорів з іншими державами ЄОВС. Так був створений другий Римський договір і Європейська спільнота з атомної енергії (Євратом).
Договір про заснування Європейської спільноти з атомної енергії регламентував інтеграцію європейських країн у сфері мирного використання ядерної енергії, яка розглядалася усіма європейськими країнами як найважливіший і перспективний інструмент розв'язання енергетичної проблеми Західної Європи. Таким чином, передбачалося зняти гостроту енергетичної кризи, від якого страждали насамперед малі західноєвропейські держави.
Ключовою ланкою Євратому є не спільний ринок, хоча він теж був створений (розділ IX Договору про Євратом «Спільний ринок з атомної енергії»). Пріоритетне значення в діяльності Євроатому мають питання наукових досліджень і промислового використання ядерної енергії, яким присвячено основну кількість норм установчого договору (розділ I «Розвиток досліджень», розділ II «Поширення інформації», розділ III «Охорона здоров'я та праці» тощо).

Договір про Євратом включає також положення у сфері права власності. Право власності на матеріали, що розщеплюються перейшло до Євратому. Діяльність Євратому охоплює використання енергії атома тільки в мирних цілях. Військові програми в цій сфері держави — учасниці здійснюють самостійно.
| Підписаний Діє з Документ      | 1948 Брюссельський договір                                         | 1951 1952 Паризький договір                                                       | 1954 1955 Поправки до Брюссельського договору                                     | 1957 1958 Римські договори                                                        | 1965 1967 Договір злиття                        | 1975 Н/Д Висновки Європейської ради             | 1985 Шенгенська угода                         | 1986 1987 Єдиний європейський акт             | 1992 1993 Маастрихтський договір              | 1992 1993 Маастрихтський договір | 1997 1999 Амстердамський договір | 2001 2003 Ніццький договір | 2007 2009 Лісабонська угода | 2007 2009 Лісабонська угода |  |  |  |  |  |  |  |
|                                |                                                                    |                                                                                   |                                                                                   |                                                                                   |                                                 |                                                 |                                               |                                               |                                               |                                  |                                  |                            |                             |                             |  |  |  |  |  |  |  |
| Підвалини Європейського Союзу: |                                                                    |                                                                                   |                                                                                   |                                                                                   |                                                 |                                                 |                                               |                                               |                                               |                                  |                                  |                            |                             |                             |  |  |  |  |  |  |  |
| Європейські спільноти          |                                                                    |                                                                                   |                                                                                   |                                                                                   |                                                 |                                                 |                                               |                                               |                                               |                                  |                                  |                            |                             |                             |  |  |  |  |  |  |  |
|                                | Європейська спільнота з атомної енергії (Євратом)                  |                                                                                   |                                                                                   |                                                                                   |                                                 |                                                 |                                               |                                               |                                               |                                  |                                  |                            |                             |                             |  |  |  |  |  |  |  |
|                                |                                                                    |                                                                                   | Європейська спільнота з вугілля та сталі (ЄСВС)                                   | Європейська спільнота з вугілля та сталі (ЄСВС)                                   | Європейська спільнота з вугілля та сталі (ЄСВС) | Європейська спільнота з вугілля та сталі (ЄСВС) | Термін дії договору минув у 2002 р.           | Термін дії договору минув у 2002 р.           | Термін дії договору минув у 2002 р.           |                                  | Європейський Союз (ЄС)           | Європейський Союз (ЄС)     |                             |                             |  |  |  |  |  |  |  |
|                                |                                                                    |                                                                                   | Європейська економічна спільнота (ЄЕС)                                            |                                                                                   |                                                 |                                                 |                                               |                                               |                                               |                                  | Європейський Союз (ЄС)           | Європейський Союз (ЄС)     |                             |                             |  |  |  |  |  |  |  |
|                                |                                                                    |                                                                                   |                                                                                   | Шенгенська угода                                                                  |                                                 |                                                 | Європейська спільнота (ЄС)                    | Європейська спільнота (ЄС)                    |                                               |                                  | Європейський Союз (ЄС)           | Європейський Союз (ЄС)     |                             |                             |  |  |  |  |  |  |  |
|                                |                                                                    | Співробітництво TREVI (тероризм, радикалізм, екстремізм та міжнародне насильство) | Співробітництво TREVI (тероризм, радикалізм, екстремізм та міжнародне насильство) | Співробітництво TREVI (тероризм, радикалізм, екстремізм та міжнародне насильство) | Правосуддя та внутрішні справи                  |                                                 | Європейська спільнота (ЄС)                    | Європейська спільнота (ЄС)                    |                                               |                                  | Європейський Союз (ЄС)           | Європейський Союз (ЄС)     |                             |                             |  |  |  |  |  |  |  |
|                                | Співробітництво між поліцією та правосуддям у кримінальних справах | Співробітництво TREVI (тероризм, радикалізм, екстремізм та міжнародне насильство) | Співробітництво TREVI (тероризм, радикалізм, екстремізм та міжнародне насильство) | Співробітництво TREVI (тероризм, радикалізм, екстремізм та міжнародне насильство) | Правосуддя та внутрішні справи                  |                                                 |                                               |                                               |                                               |                                  | Європейський Союз (ЄС)           | Європейський Союз (ЄС)     |                             |                             |  |  |  |  |  |  |  |
|                                |                                                                    |                                                                                   |                                                                                   |                                                                                   | Європейська політична співпраця                 | Спільна зовнішня та безпекова політика (СЗБП)   | Спільна зовнішня та безпекова політика (СЗБП) | Спільна зовнішня та безпекова політика (СЗБП) | Спільна зовнішня та безпекова політика (СЗБП) |                                  | Європейський Союз (ЄС)           | Європейський Союз (ЄС)     |                             |                             |  |  |  |  |  |  |  |
| Неконсолідовані органи         | Неконсолідовані органи                                             | Західноєвропейський союз (ЗЄС)                                                    | Західноєвропейський союз (ЗЄС)                                                    | Західноєвропейський союз (ЗЄС)                                                    | Західноєвропейський союз (ЗЄС)                  | Західноєвропейський союз (ЗЄС)                  | Західноєвропейський союз (ЗЄС)                |                                               |                                               |                                  |                                  | Європейський Союз (ЄС)     |                             |                             |  |  |  |  |  |  |  |
| Неконсолідовані органи         | Неконсолідовані органи                                             | Західноєвропейський союз (ЗЄС)                                                    | Західноєвропейський союз (ЗЄС)                                                    | Західноєвропейський союз (ЗЄС)                                                    | Західноєвропейський союз (ЗЄС)                  | Західноєвропейський союз (ЗЄС)                  | Західноєвропейський союз (ЗЄС)                | Припинив існування у 2011 р.                  |                                               |                                  |                                  |                            |                             |                             |  |  |  |  |  |  |  |
|                                |                                                                    |                                                                                   |                                                                                   |                                                                                   |                                                 |                                                 |                                               |                                               |                                               |                                  |                                  |                            |                             |                             |  |  |  |  |  |  |  |